# Antagonisti serotonina i inhibitori ponovnog uzimanja
Antagonisti serotonina i inhibitori ponovnog uzimanja (engl. Serotonin antagonist and reuptake inhibitors, SARI) su klasa lekova koji se koriste uglavnopm kao antidepresivi, ali i kao anksiolitici i hipnotici. Oni deluju tako što antagonizuju serotoninske receptore kao što je 5-HT2A i inhibiraju ponovno preuzimanje serotonina, norepinefrina i/ili dopamina. Pored toga, većina takođe antagonizuje α1-adrenergičke receptore. Većina SARI lekova koji se trenutno nalaze na tržištu pripada klasi fenilpiperazinskih jedinjenja.

## Spisak SARI lekova

### Lekovi u prodaji
- Etoperidon (Axiomin, Etonin)
- Lorpiprazol (Normarex)
- Mepiprazol (Psigodal)
- Nefazodon (Serzone, Nefadar)
- Trazodon (Desyrel)

#### Razno
- Vilazodon (Viibryd) – srodni lek, ali se ne uklapa u ovu klasu, jer ne funkcioniše kao antagonist serotonina, već deluje isključivo kao parcijalni agonist 5-HT1A receptora.
- Vortioksetin (Trintellix) – još jedan blisko povezan lek, tehnički bi se mogao smatrati članom ove grupe, ali i vilazodon vortioksetin su umesto toga generalno označeni kao modulatori i stimulatori serotonina.
- Niaprazin (Nopron) – lek koji pripada ovoj grupi, ali ne inhibira ponovno preuzimanje serotonina ili drugih monoamina.
- Medifoksamin (Clédial, Gerdaxyl) – možda bi se tehnički moglo reći da pripada ovoj grupi, jer je inhibitor ponovnog uzimanja serotonina-dopamina i antagonist 5-HT2A i 5-HT2C receptor receptora, ali nije grupisan kao takav.[1]

### Lekovi koji nisu dospeli na tržište
- Lubazodon (YM-992, YM-35995) – SARI koji nije plasiran na tržište.

## Farmakologija

### Profili vezivanja
Profili vezivanja SARI lekova i nekih metabolita u smislu njihovih afiniteta (Ki, nM) za različite receptore i transportere su sledeći:
| Jedinjenje | SERT      | NET         | DAT    | 5-HT1A    | 5-HT2A  | 5-HT2B | 5-HT2C  | 5-HT3   | 5-HT6   | 5-HT7 | α1       | α2       | D2      | H1        | mACh     |
| --- | --------- | ----------- | ------ | --------- | ------- | ------ | ------- | ------- | ------- | ----- | -------- | -------- | ------- | --------- | -------- |
| Etoperidon | 890       | 20.000      | 52.000 | 85        | 36      | ND     | ND      | ND      | ND      | ND    | 38       | 570      | 2.300   | 3.100     | >35.000  |
| Hidroksinfazodon | 165–1.203 | 376–1.053   | ND     | 56–589    | 7,2–34  | ND     | ND      | ND      | ND      | ND    | 8,0–145  | 63–2.490 | ND      | ND        | 11.357   |
| mCPP | 202–432   | 1.940–4.360 | ND     | 44–400    | 32–398  | 3,2–63 | 3,4–251 | 427     | 1.748   | 163   | 97–2.900 | 106–570  | >10.000 | 326       | >10.000  |
| Nefazodon | 200–459   | 360–618     | 360    | 80        | 26      | ND     | 72      | ND      | ND      | ND    | 5,5–48   | 84–640   | 910     | ≥370      | >10.000  |
| Trazodon | 160–367   | ≥8.500      | ≥7.400 | 96–118    | 20–45   | 74–189 | 224–402 | >10.000 | >10.000 | 1.782 | 12–153   | 106–728  | ≥3.500  | 220–1.100 | >10.000  |
| Triazoledion | ≥34.527   | >100.000    | ND     | 636–1.371 | 159–211 | ND     | ND      | ND      | ND      | ND    | 173      | 1.915    | ND      | ND        | >100,000 |
| Vrednosti su Ki (nM). Što je manja vrednost, to se lek jače vezuje za lokaciju. Za vrste testova i reference, pogledajte pojedinačne članke o lekovima. Većina, ali ne sve vrednosti su za ljudske proteine. |           |             |        |           |         |        |         |         |         |       |          |          |         |           |          |

Ovi lekovi deluju kao antagonisti ili inverzni agonisti 5-HT2A, α1-adrenergičkih i H1 receptora, kao parcijalni agonisti 5-HT1A receptora i kao inhibitori transportera. mCPP je antagonist 5-HT2B receptora, agonist 5-HT1A, 5-HT2C i 5-HT3 receptora, i deluje kao parcijalni agonist ljudskog 5-HT2A i 5-HT2C receptora.